# Biomassa (biologie)

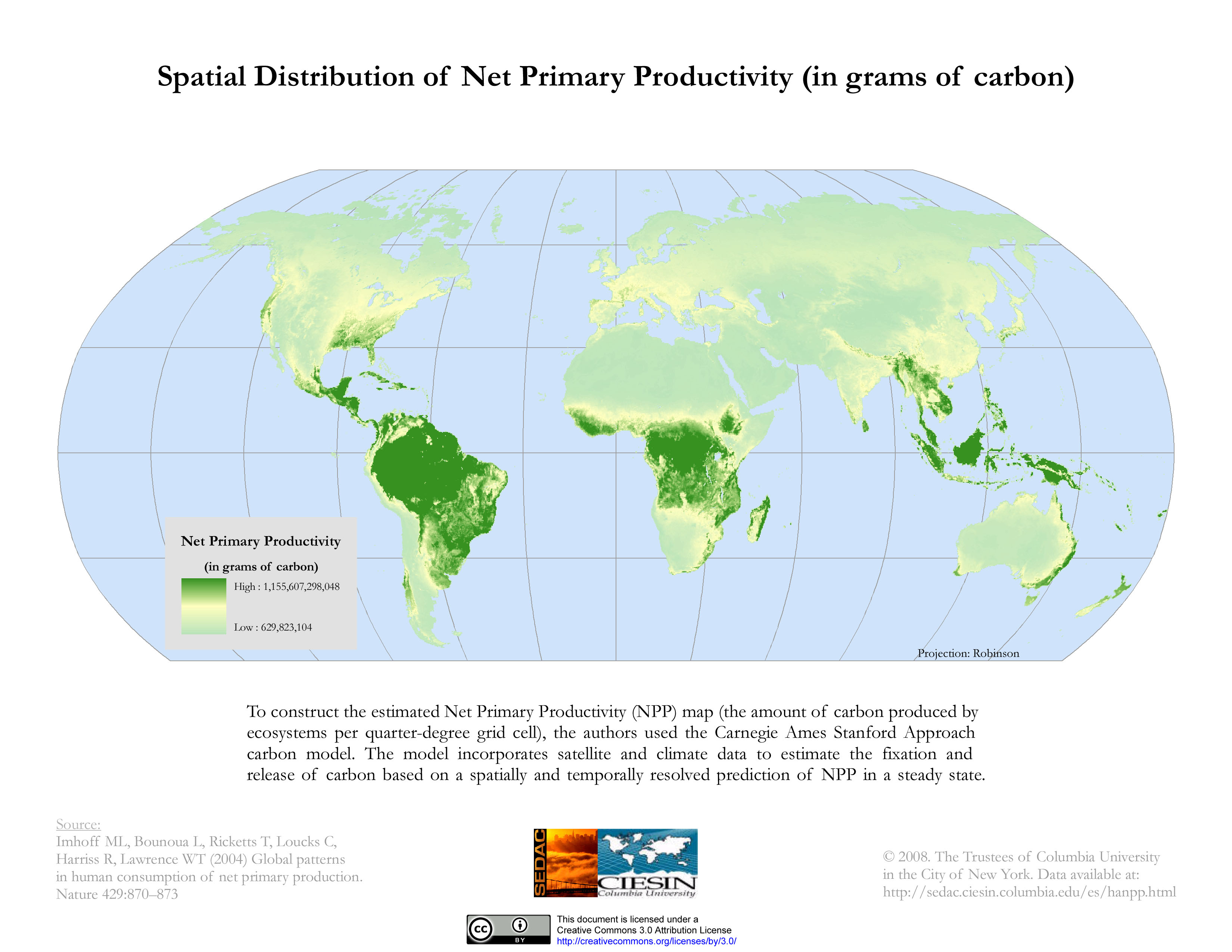
Ruimtelijke verspreiding van de netto primaire productiviteit (in gram koolstof)

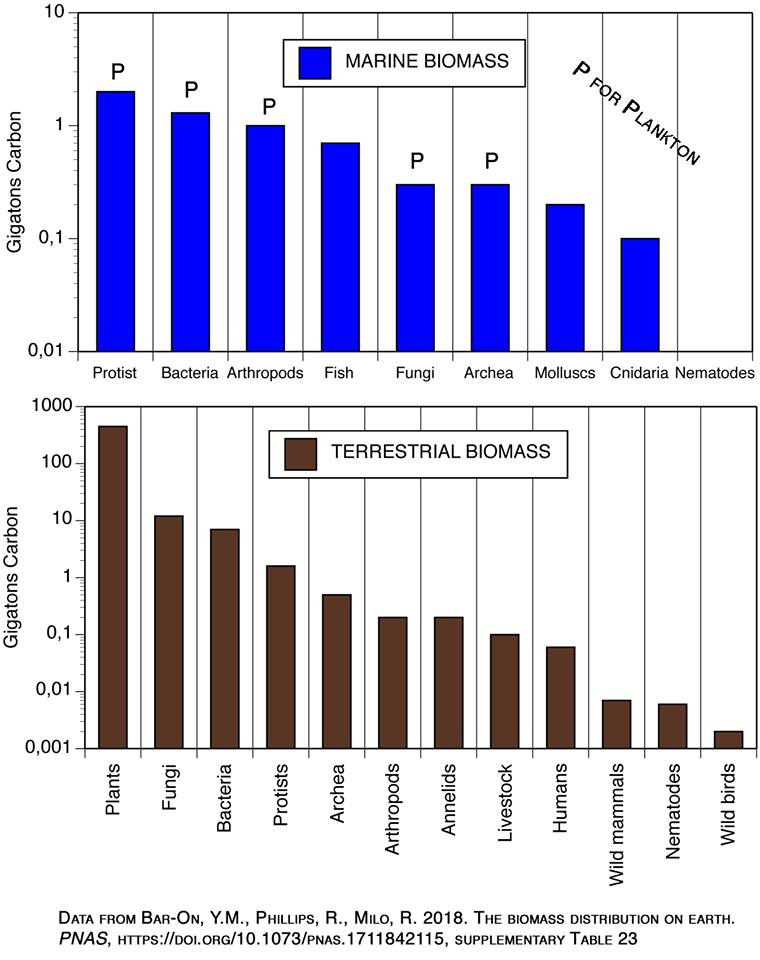
Biomassa per levensvorm op logaritmische schaal

 Biomassa  is in de biologie de massa van levende organismen in een gebied of ecosysteem op enig moment. Het kan gaan om de biomassa van een of enkele soorten, of om de biomassa van een levensgemeenschap, dat wil zeggen van al de soorten van die levensgemeenschap. Het kan micro-organismen, planten  (fytomassa) of dieren  (zoömassa) omvatten. Vergeleken met de fytomassa levert de zoömassa slechts een fractie van de totale biomassa. 
De biomassa varieert sterk per levensgemeenschap of bioom. De biomassa wordt voornamelijk geproduceerd door de primaire producenten, op het land vooral planten, in het water vooral algen. De biomassa is relatief klein (door de lage temperaturen) in arctische gebieden en in woestijnen door de geringe neerslag. De biomassa is relatief groot in de tropen. 

## Bepalen biomassa
Soms wordt de biomassa beschouwd als de massa van organismen, in situ, zoals je ze aantreft. In de zalmvisserij bijvoorbeeld is de biomassa het totale gewicht bij vangst. In andere gevallen kiest men voor het organisch drooggewicht, wat slechts 30% of minder van het versgewicht is. Zo wordt voor de biomassa van een levensgemeenschap wel het totale drooggewicht van de planten (en dieren) bepaald. De biomassa kan ook uitgedrukt worden in koolstofgehalte (C) waarbij die van alle levende organismen bij elkaar ofwel de gehele biosfeer in 2018 naar schatting 550 gigaton (Gt) bedroeg.
De primaire productie is de snelheid van de vorming van fytomassa, de massa die in een bepaalde tijd in een ecosysteem door middel van fotosynthese geproduceerd wordt door de producenten, met name planten, algen en bacteriën. Ook chemosynthese draagt bij aan de primaire productie. Een deel van de bij de chemo- en fotosynthese gevormde assimilaten worden weer door de producenten gebruikt voor de ademhaling van de niet groene delen van de plant.
Om de primaire productie op het land te bepalen wordt op een representatieve, niet te kleine oppervlakte van de levensgemeenschap de jaarlijkse boven- en ondergrondse toename gemeten, inclusief het jaarlijkse geproduceerde afval, zoals strooisel en afstervende wortels. Een relatief hoog aandeel van de energie van de plant wordt in hout en zetmeel-, olie- of eiwithoudende weefsels opgeslagen. In de koolstofkringloop (een onderdeel van de biogeochemische kringloop) wordt een belangrijk deel van de primaire productie bij climaxvegetaties weer gemineraliseerd, zodat de totale fytomassa in een levensgemeenschap over de jaren ongeveer gelijk blijft. Een toename van de fytomassa treedt meestal op in de vroege stadia van successie, totdat er met de climaxvegetatie een min of meer stabiele situatie is bereikt. Als er meer wordt geproduceerd dan wordt afgebroken, krijgt men 'biologische slakken', waarvan de hoogvenen, steenkool, aardgas goede voorbeelden vormen. Deze 'biologische slakken' werden en worden veelal gebruikt, onder andere als fossiele brandstof.
De hoogte van de primaire productie van stabiele plantengemeenschappen hangt samen met het klimaat. De groeivormen van de dominante soorten zijn daarbij doorslaggevend. Bij de kruidachtige vegetaties van de steppen wordt jaarlijks een belangrijk deel van de primaire productie als strooisel afgeworpen, maar bij houtige planten wordt juist een belangrijk deel van de primaire productie in de vorm van hout opgenomen in de totale fytomassa.
| Zonering    | Zonering          | Zonering          | Biomassa en primaire productie, naar Walter (1973) | Biomassa en primaire productie, naar Walter (1973) | Biomassa en primaire productie, naar Walter (1973) | Biomassa en primaire productie, naar Walter (1973) | Biomassa en primaire productie, naar Walter (1973) | Biomassa en primaire productie, naar Walter (1973) |
| Klimaatzone | subzone           | Oppervlak 106 km2 | Fytomassa                                          | Fytomassa                                          | Primaire productie/jaar                            | Primaire productie/jaar                            | %/jaar = Prim.prod./ Fytomassa                     | Zoömassa Gt                                        |
| Klimaatzone | subzone           | Oppervlak 106 km2 | totaal Gt                                          | gem. t/ha                                          | totaal Gt                                          | gemiddeld t/ha                                     | %/jaar = Prim.prod./ Fytomassa                     | Zoömassa Gt                                        |
| ----------- | ----------------- | ----------------- | -------------------------------------------------- | -------------------------------------------------- | -------------------------------------------------- | -------------------------------------------------- | -------------------------------------------------- | -------------------------------------------------- |
| polair      | polair            | 8,05              | 13,8                                               | 17,1                                               | 1,33                                               | 1,60                                               | 9,6%                                               |                                                    |
| boreaal     | boreaal           | 23,2              | 439                                                | 189                                                | 15,2                                               | 6,5                                                | 3,4%                                               |                                                    |
| gematigd    | humide            | 7,39              | 254                                                | 342                                                | 9,34                                               | 12,6                                               | 3,7%                                               |                                                    |
| gematigd    | semiaride         | 8,10              | 16,8                                               | 20,8                                               | 6,64                                               | 8,2                                                | 39%                                                |                                                    |
| gematigd    | aride             | 7,04              | 8,24                                               | 11,7                                               | 1,99                                               | 2,80                                               | 24%                                                |                                                    |
| subtropisch | humide            | 6,24              | 228                                                | 366                                                | 15,9                                               | 25,5                                               | 7,0%                                               |                                                    |
| subtropisch | semiaride         | 8,29              | 81,9                                               | 98,7                                               | 11,5                                               | 13,8                                               | 14%                                                |                                                    |
| subtropisch | aride             | 9,73              | 13,6                                               | 13,9                                               | 7,14                                               | 7,3                                                | 53%                                                |                                                    |
| tropisch    | humide            | 26,5              | 1166                                               | 440                                                | 77,3                                               | 29,2                                               | 6,6%                                               |                                                    |
| tropisch    | semiaride         | 16,0              | 172                                                | 107                                                | 22,6                                               | 14,1                                               | 13%                                                |                                                    |
| tropisch    | aride             | 12,8              | 9,01                                               | 7,00                                               | 2,62                                               | 2,0                                                | 29%                                                |                                                    |
| land        | landmassa         | 133               | 2400                                               | 180                                                | 172                                                | 12,8                                               | 7,2%                                               | 20                                                 |
| land        | meren en rivieren | 2,00              | 0,04                                               | 0,2                                                | 1,0                                                | 5,0                                                | 2.500%                                             | 20                                                 |
| oceanen     | oceanen           | 361               | 0,17                                               | 0,05                                               | 60                                                 | 1,7                                                | 35.000%                                            | 3,0                                                |
| Biosfeer    | Biosfeer          | 510               | 2400                                               | 47                                                 | 233                                                | 4,6                                                | 9,7%                                               | 23                                                 |

## Biomassa per regio
Bossen vormen de zonale vegetatie ("climaxvegetatie") in de humide subzones en in de boreale zone. Door de aanwezigheid van bomen wordt de naar verhouding hoge waarden voor de fytomassa verklaard, die daarbij door de gunstigere temperaturen van de boreale zone (ongeveer 190 t/ha) naar de tropische zone (440 t/ha) toeneemt.
De primaire productie in de humide en semiaride subzones is in dezelfde orde van grootte, waarbij deze naar de tropen toeneemt met eerst een verdubbeling van de gematigde zone naar de subtropen, maar een relatief kleiner verschil tussen subtropen en tropen. In de aride gebieden van de tropen is de productie het laagste door een combinatie van droogte en hoge temperaturen.
De jaarlijkse primaire productie op het land (172 Gt) is ongeveer 7% van de totale fytomassa (2400 Gt), de producenten). In oceanen is deze echter 350 keer hoger dan de totale fytomassa. De fytomassa in oceanen bestaat voornamelijk uit planktonische algen, die zich voortdurend delen en daardoor een zeer hoge productie hebben in vergelijking met een lage fytomassa. Ook in meren en rivieren is de relatieve jaarlijkse primaire productie veel groter dan op het land; daar is ze 25 keer groter dan de fytomassa.

## Variatie
De totale potentiële primaire productie van de biosfeer wordt geschat op 233 Gt per jaar. De hoogte van de productie hangt af van de milieufactoren. De voor de plantengroei en de primaire productie bepalende abiotische factoren worden gezamenlijk standplaats of oecotoop genoemd. Bij de meetbare primaire standplaatsfactoren denkt men aan temperatuur, water, licht, chemische en mechanische factoren. De samengestelde (complexe) factorgroepen zijn klimaat, bodem, reliëf en biotische factoren, die uiteengerafeld kunnen worden in de primaire factoren. De organismen hebben weer invloed op de primaire factoren.
Over grotere gebieden gerekend is de fytomassa in climaxvegetaties betrekkelijk constant, omdat de primaire productie gewoonlijk volledig wordt gemineraliseerd door de reducenten (of destruenten). Een toename van de fytomassa kan optreden in verschillende stadia van successie. Bij de door de mens gebruikte levensgemeenschappen wordt een deel aan de primaire productie onttrokken.
Op het land vormt de zoömassa (consumenten) ongeveer 1% van de fytomassa, waar in oceanen de zoömassa 15 tot 20 keer groter is dan de fytomassa. De zoömassa bestaat in oceanen voor een belangrijk deel uit grote dieren, met daaronder de walvissen.
In de humide subzones wordt de hoge fytomassa (op het land) verklaard door de aanwezigheid van bomen. Omdat de fytomassa afhankelijk is van de overheersende levensvorm, is er geen directe relatie tussen de primaire productie en de fytomassa van de diverse vegetatiezones, omdat de fytomassa afhangt van de levensvorm van de dominante soorten. Bij kruidachtige soorten, de dominante levensvorm van de steppen, wordt vrijwel de gehele primaire productie afgestoten in de vorm van strooisel die langzaam weer verteert. Bij houtige planten, zoals struiken en vooral bomen, wordt het grootste deel van de primaire productie als hout opgeslagen in de stammen. Na het afsterven wordt de boomstam weer opgenomen in de fytomassa. Hoe groter het aandeel bomen in een gemeenschap, hoe groter dan ook de fytomassa is.

## Antropogene massa
De antropogene massa betreft materialen als baksteen, beton, asfalt en plastic in gebouwen, machines, wegen en verschillende objecten. De antropogene massa werd in 2020 ongeveer gelijk geschat aan die van de totale levende biomassa van de Aarde. In deze vergelijking werd de massa geschat op en uitgedrukt in een drooggewicht van 1,1 teraton ofwel 1018 gram.  Deze waarde is minder dan de helft dan die in 1973 opgegeven werd door H. Walter die een schatting maakte van 2,4 teraton voor de hele biosfeer. De mens maakt een zeer klein deel uit van de totale levende biomassa, maar blijkt in staat geweest te zijn een massa te produceren die gelijk is aan die van de gehele levende biomassa.